# 黃端先
黃端先(1928年5月5日～2024年7月16日)，福建省閩侯人，中华民国军事将领。黄道炳之子。

## 軍旅生涯
生於民國十七年五月五日，中華民國陸軍官校第21期步兵科畢業，曾任陸戰隊第99師少將師長，海軍陸戰隊中將副司令、中將司令等職。
民國三十三年秋福州二度淪陷，眼見片地烽火，家鄉遭日軍蹂躪，遂響應蔣委員長十萬青年十萬軍之號召，毅然投筆從戎，先期考進武岡第二分校十九期，於湖南武揚入伍，次年抗戰勝利，各分校併編成都本校，先由閩贛入湘，再由湘黔入川長途跋涉，歷經七個多月輾轉三千里，備嘗艱辛，終於民國三十六年結訓，成為中央軍校二十一期步科績優生，畢業後，於三十七年元月八日，逕赴南京挹江門海軍總部報到，蒙代總司令桂永清中將接見，一番懇談與勛勉即派赴剛成立之陸戰大隊報到，擔任迫砲中隊見習官，歷經四十年歲月，由於各級長官之器重與提攜，逐次升任至陸戰隊第十三任司令。父親服務陸戰隊期間，先後曾有五次深造機會，海軍官校兩棲軍官隊第一期、陸軍步兵學校初級班二十七期、陸戰隊學校高級班八期及指揮參謀班八期、三軍大學戰爭學院將官班七十年班，受訓成績均名列前茅。父親任職期間曾先後獲頒勳獎章三十一枚，並於民國三十九年獲選國軍第一屆戰鬥英雄及民國五十六年獲陸戰隊保舉為全隊服務最優人員兩項殊榮。
民國五十七年至七十一年間，曾四度調離陸戰隊，第一次五十七年一月，於司令部補給組長任內，隨司令于豪章中將，調國防部副參謀總長任隨員室參謀主任，次年五月獲悉於副總長將調升陸軍總司令，父親自請回隊調任九十九師第六團團長，第二次於六十三年九月，隊司令部副參謀長任內，調陸軍八十四師副師長、第三次於六十五年三月轉調國防部作戰次長室第三處處長、六十六年九月經宋總長核定回隊，任陸戰九十九師師長、第四次於七十年七月父親於三軍大學戰爭學院將官班結訓後，派任國防部聯合作戰訓練部佔中將缺督考官，七十一年十一月奉核定調回陸戰隊接任副司令。